# ستيفن هولكومب
ستيفن هولكومب (بالإنجليزية: Steven Holcomb)‏ هو متزلج على الجليد ‏ أمريكي، ولد في 14 أبريل 1980 في بارك سيتي في الولايات المتحدة، وتوفي في 6 مايو 2017 في ليك بلاسيد في الولايات المتحدة بسبب مرض.

## وصلات خارجية
- ستيفن هولكومب على موقع IBSF (الإنجليزية)
- ستيفن هولكومب على موقع اللجنة الأولمبية الدولية (الإنجليزية)
- ستيفن هولكومب على موقع أوليمبيديا (الإنجليزية)
- ستيفن هولكومب على موقع اللجنة الأولمبية والبارالمبية الأمريكية (الإنجليزية)
- ستيفن هولكومب على موقع IMDb (الإنجليزية)
- ستيفن هولكومب على موقع الموسوعة البريطانية (الإنجليزية)